# Spinete
Spinete (Spnet in molisano) è un comune italiano di 1 143 abitanti della provincia di Campobasso. È situato circa 15 chilometri ad ovest del capoluogo e fa parte dell'Unione dei comuni delle Sorgenti del Biferno insieme a Bojano, San Massimo, Campochiaro e Colle d'Anchise.
Il comune è costituito da un centro capoluogo, da una frazione (Piana), da ben tredici borgate (Anniballi, Caccavelli, Colantuono, Gennaretto, Iacovantuono, Macchie, Monte, Pietroneri, Salera, San Giovanni, Santa Croce, Sebbioni e Vicenne) e undici nuclei sparsi che ebbero una notevole espansione dopo la ripartizione delle terre demaniali, a seguito dell'unità d'Italia, e l'assegnazione alle famiglie proletarie.

## Geografia fisica

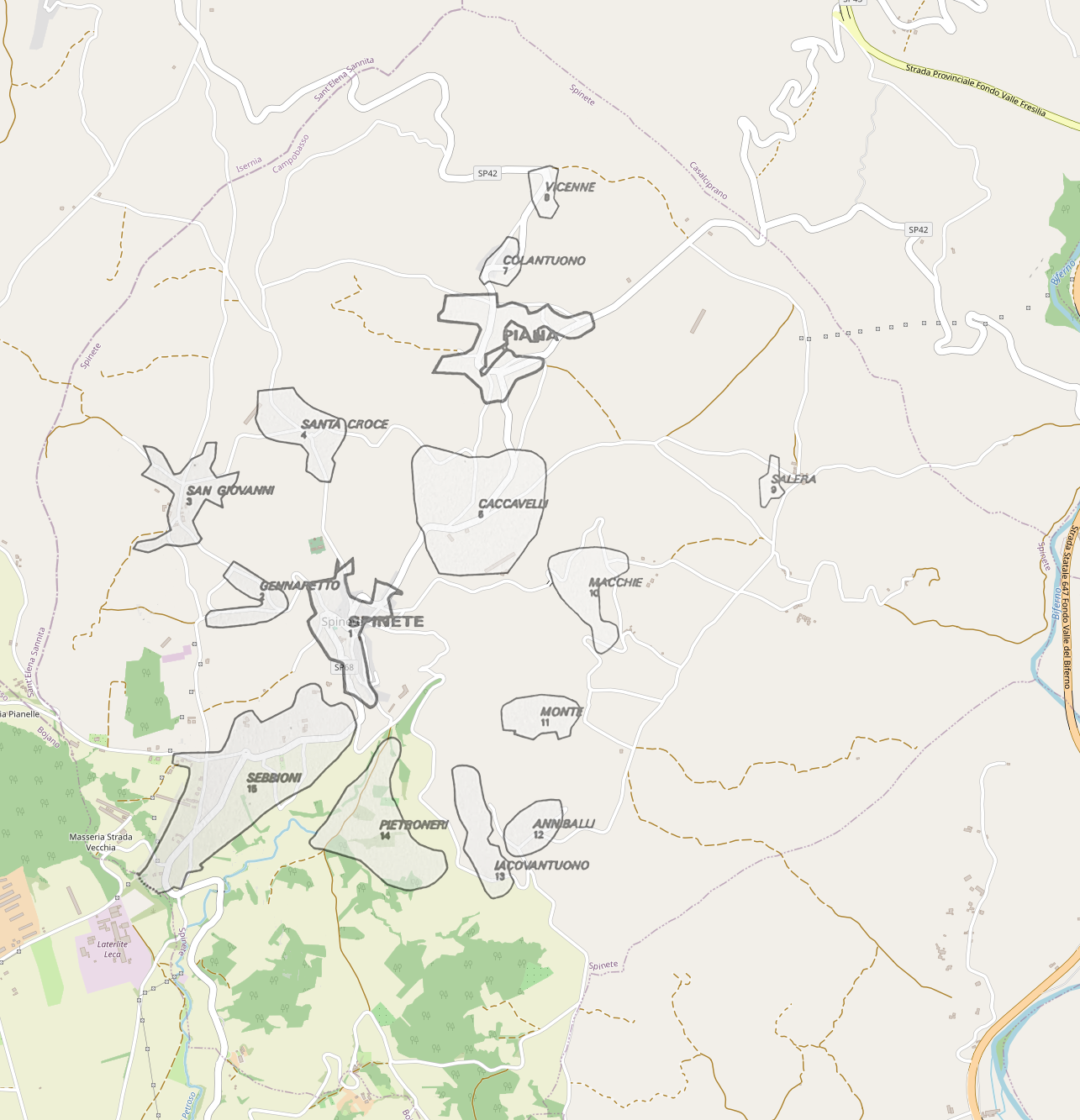
La mappa del territorio comunale con evidenziato il centro e le borgate storiche

Situato ai piedi del Massiccio del Matese fra le colline a nord di Boiano, il centro storico è posto sulla cima di una collina e degrada verso la vallata.
Il territorio comunale, che copre una superficie di 17,40 km² ed è posto a 600 metri d'altitudine, non possiede rilievi di particolare importanza ed è costituito da un alternarsi di colline ricche di boschi e fertili vallate nella zona nord-est.
Pur essendo distante pochi chilometri dalle sorgenti del Biferno, il territorio comunale è lambito per solo un chilometro dall'alveo del fiume molisano e non possiede altri significativi corsi d'acqua, all'infuori di qualche ruscello.
Il clima temperato offre inverni generalmente miti ed estati fresche.

### Sismologia
Secondo la classificazione sismica, il comune di Spinete è inserito in zona 1, ovvero sismicità alta, la zona dove possono verificarsi forti terremoti.
Il borgo, così come i paesi limitrofi, ha subito notevoli danni arrecati dai terremoti del 1456, 1688, 1794 e 1805.

## Origini del nome
Il nome deriva dal termine latino spinetum, cespuglio, e fino al '700 veniva usato nella forma Le Spinete , che si trova ancora oggi nella parlata popolare.
Spinetesi è il nome dei suoi abitanti e, come suggerisce l'etimologia del loro nome, sono storicamente agricoltori: i reperti più antichi del suo territorio risalenti al VI – V sec. a. C., sono oggetti dedicati alla dea Cerere, protettrice del raccolto e dell’abbondanza
.

## Storia

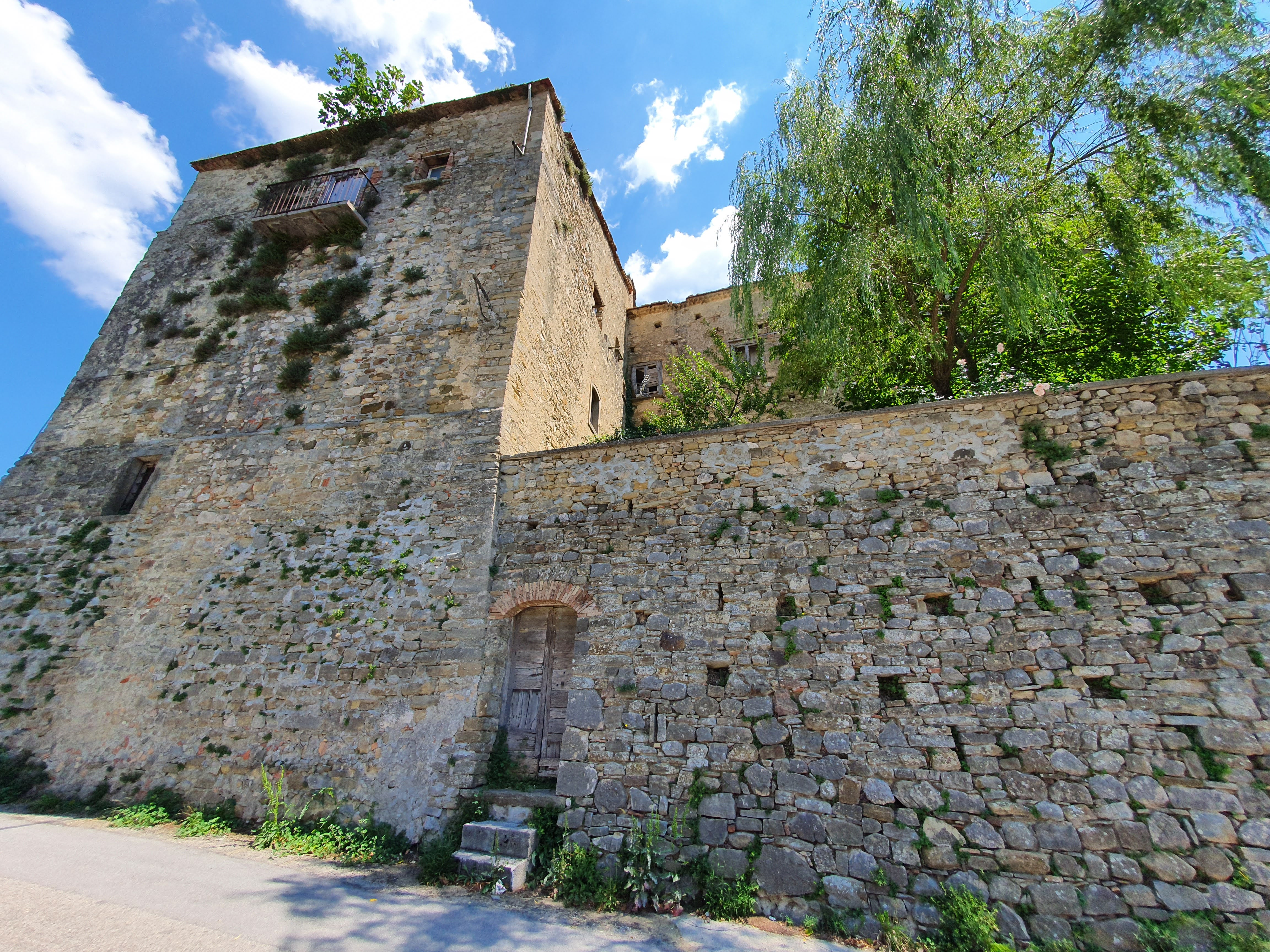
Il Palazzo Marchesale dalla facciata ovest, esterna al borgo cittadino

La zona dove sorge Spinete ospitò un insediamento dei sanniti, in posizione strategica agli scambi commerciali lungo il Tratturo Pescasseroli-Candela; ritrovamenti archeologici testimoniano invece la presenza durante il periodo romano (abitato dal IV a.C. sino ai tempi della guerra sociale) in contrada Masseria Strada Vecchia..
Il primo feudatario di Spinete risale al 1105 e veniva chiamato Ugone de Molisio, conte di Bojano, dopo il 1144, nel periodo normanno, il feudo era stato concesso, come riportato nel Catalogo Borrelliano, feudo di Giuliano da Castropignano, poi nel periodo svevo (XIII sec.) fu di proprietà dei conti del Molise, che ne persero il possesso all'avvento della monarchia angioina, nel 1269; in quell'anno il territorio passò in feudo a Tommaso Capuano detto Gattafosca e da questi alla famiglia Sanfromondo, avendo Filippo Sanfromondo sposato la figlia di Capuano.
Fino al 1467 rimase in possesso dei Sanfromondo e, in quell'anno, per ribellione dei loro precedenti feudatari, il Re Ferrante donò a Matteo Trossa “le terre di Vinchiaturo e di Spinete”.
Nel 1528 passò alla famiglia Gaetani e alla fine del secolo alla famiglia Imperato, tuttora proprietaria del Palazzo Marchesale, che ne restò titolare fino al sovvertimento feudale.
Dal sedicesimo secolo il contado del Molise era annesso alla Capitanata.
Il comune nel 1799 fu assegnato al dipartimento del Sangro ed al cantone di Baranello. 
Con la Legge del 19 gennaio 1807, n.14, il comune di Spinete entra a far parte del governo di Castropignano nel distretto di Isernia, entrando nella provincia di Molise.
Con Regio Decreto del 4 maggio 1811, n.922, il governo di Castropignano viene unito al circondario di Baranello nel distretto di Campobasso. 
La situazione resta inalterata dopo la nascita del Regno delle Due Sicilie e dopo la Legge del 1816.

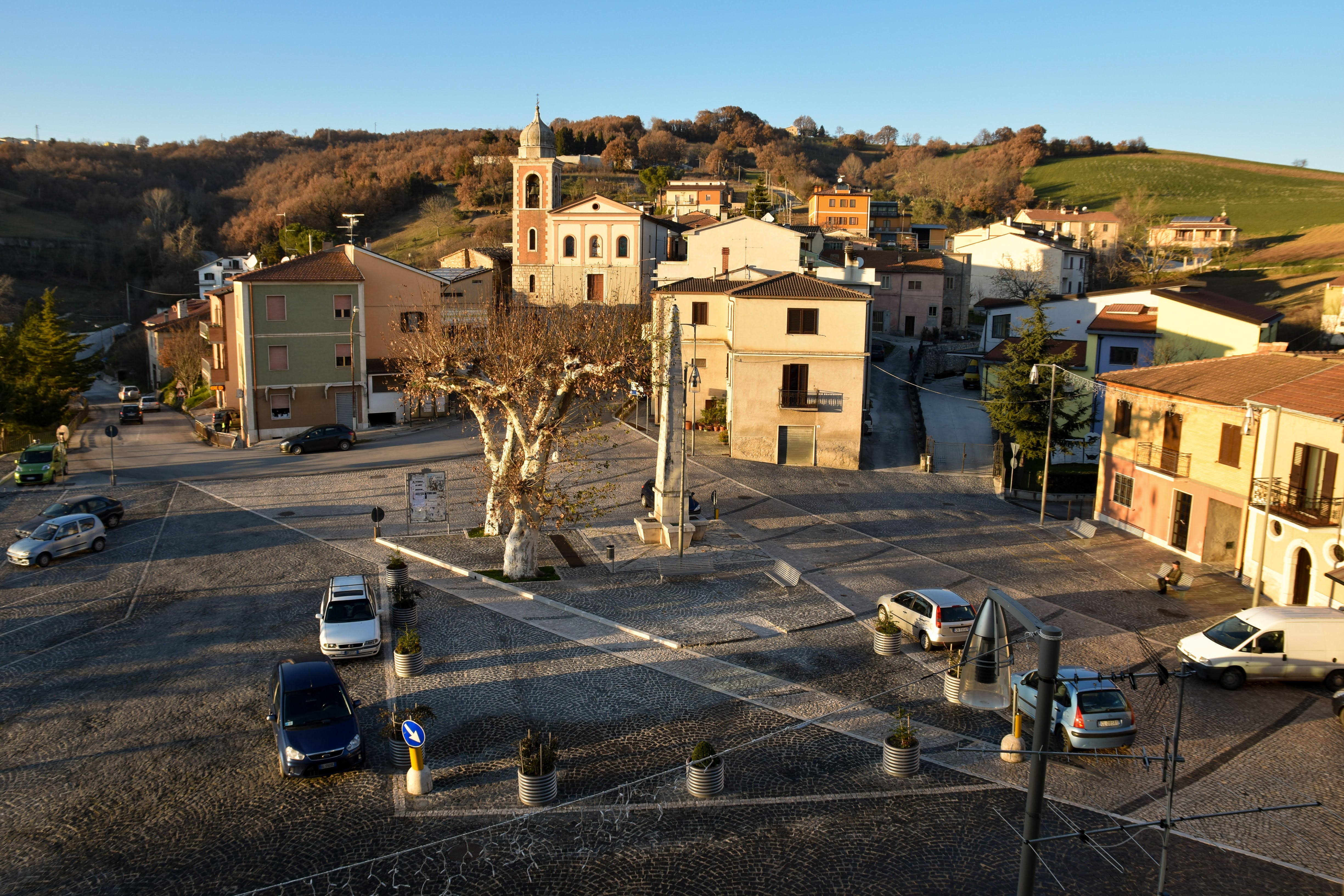
Largo fontana da una finestra del Palazzo Marchesale

Pochi anni dopo l'Unità d'Italia, a seguito della ricezione di un documento della prefettura di Campobasso indirizzato ai sindaci della provincia datato 5 dicembre 1879, venne data esecuzione alla ripartizione delle terre demaniali, precedentemente sottratte ai feudatari, e alla distribuzione alle famiglie proletarie. In precedenza i contadini vivevano tutti in paese e, con grande fatica, si recavano ogni giorno a lavorare le terre dei signori distanti anche 3 km con il bidente sulle spalle, a seguito della ripartizione molti contadini si trasferirono nei pressi dei campi da coltivare dando vita alle tante borgate che oggi caratterizzano il territorio comunale.
Dopo l'armistizio  del 8 settembre 1943 e lo sbarco a Termoli degli alleati, la zona del Molise centrale divenne punto di passaggio obbligato per la loro avanzata verso Roma. Spinete si trovava lungo la linea del Volturno, una  linea fortificata difensiva costruita dall'esercito tedesco per fronteggiare l'esercito alleato.
A seguito della dichiarazione di guerra che l'Italia fece alla Germania il 26 settembre 1943, Spinete fu occupata militarmente dall'esercito tedesco a partire dal 3 ottobre 1943. Il comando Zug Truppen che aveva il compito di coordinare l'azione militare su tutta la piana di Bojano fu posto nel palazzo Tommasi che, per questo motivo, fu oggetto di bombardamento alleato.
Spinete sperimentò la ferocia dei bombardamenti aerei il 21, 22 e 23 ottobre che causarono molti danni alle case del paese.  La sera del 23 ottobre 1943, dopo aver fatto saltare due ponti, i tedeschi si ritirarono verso Isernia; gli unici scontri armati di cui si ha testimonianza avvennero al confine con Colle d'Anchise e Baranello, nel fondo-valle del Biferno, dove alcuni tedeschi opposero resistenza all'avanzare delle forze alleate.
Il paese venne liberato da un'avanguardia canadese dell'ottava armata inglese comandata dal generale Montgomery nella notte fra il 23 e il 24 ottobre che, dopo aver attraversato a guado il fiume Biferno ed essere entrata attraverso la borgata Monte in paese, diede il comando strategico di interrompere il bombardamento a tappeto previsto per il giorno successivo, in caso di ulteriore resistenza tedesca.

### Simboli
Lo stemma cittadino, privo di un decreto di concessione ufficiale, raffigura una scure legata con un nastro di rosso a un fascio di rovi, sormontata da una stella a cinque punte splendente e circondata da una spiga di grano e da un ramoscello di alloro.
Esso rappresenta la storia e la tenacia degli spinetesi che hanno dovuto strappare a colpi di scure prima e di aratro poi, il seminativo ai rovi, alle ginestre e ai boschi.
Il gonfalone è costituito da un drappo di rosso.

### Ricorrenze
La festa del santo patrono è il 24 giugno, essendo la ricorrenza della nascita di San Giovanni Battista. Tra le feste laiche è da ricordare l'estate Spinetese che ogni anno organizza la Pro-loco ad inizio agosto.

## Monumenti e luoghi d'interesse

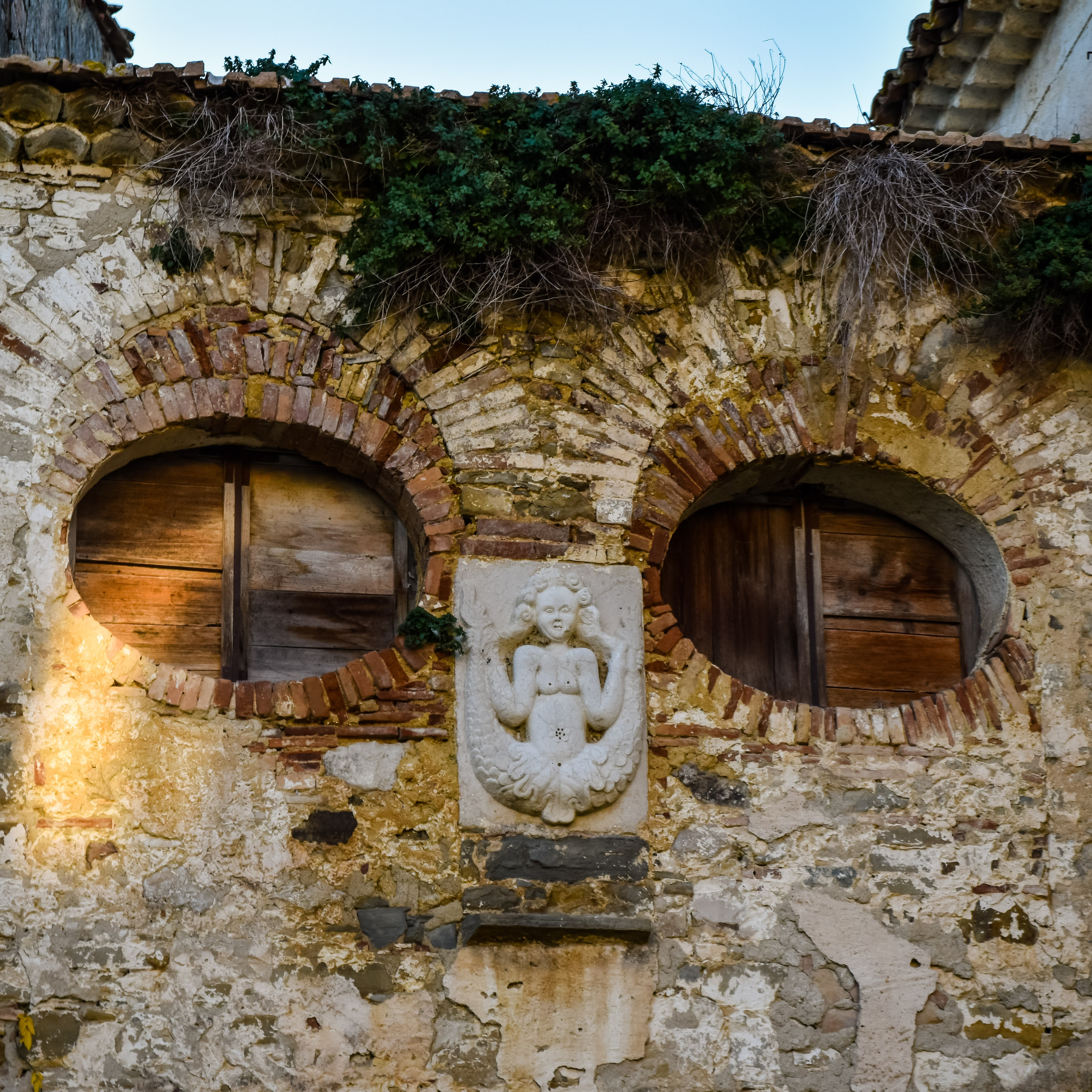
Sirena con doppia coda

Nonostante il terremoto che colpì la regione il 26 luglio 1805, che provocò gravi danni alle costruzioni, alcuni monumenti più importanti del patrimonio architettonico locale sono ancora visibili.
Il palazzo baronale di età cinquecentesca che con estrema probabilità, in origine era un fortilizio voluto dai normanni nasconde una bella corte interna e loggiato, al cui interno sulla destra è visibile, scolpita, la figura di una sirena con doppia coda. Dovrebbe risalire, considerati gli elementi formali, al XV-XVI secolo. Nonostante lo stato di quasi totale abbandono, il palazzo marchesale mantiene inalterato il fascino che caratterizza le opere medievali.
La chiesa di Santa Maria Assunta di origine antica che, secondo gli schemi insediativi medievali, era stata realizzata accanto al castello-palazzo, e quella di San Pietro Apostolo.
La chiesa dedicata al santo patrono è localizzata nella frazione con il nome del patrono stesso, quella di San Giovanni.
Il monumento ai caduti è un'opera recente dello scultore Cavalieri di Bojano posizionato a lato della Salita Calvario: in un grande masso di pietra è scolpito un uomo nudo e scheletrico con la testa reclinata sulla spalla, gli occhi chiusi e un volto segnato dal dolore.

## Società

### Evoluzione demografica
Abitanti censiti

### Lingue e dialetti
Oltre alla lingua italiana, viene parlato il dialetto molisano, essendo in una zona di confine fra la provincia di Campobasso e quella di Isernia è influenzato da entrambe le varianti.

## Cultura

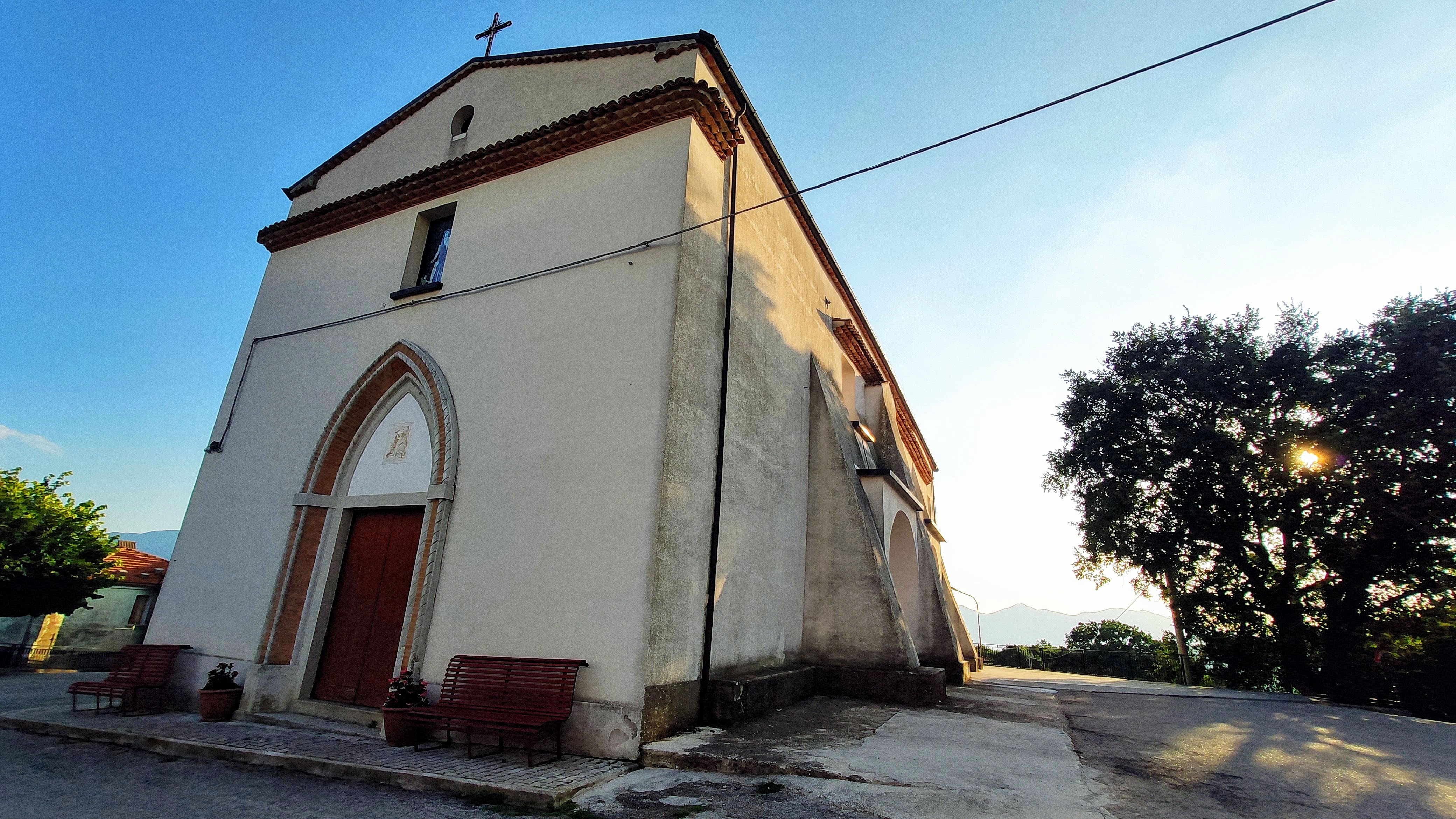
Chiesa di San Giovanni nell'omonima borgata

Sul territorio comunale è presente una scuola elementare, una scuola media ed una scuola dell'infanzia.
Il comune fa parte dell'arcidiocesi di Campobasso-Boiano ed al suo interno sono presenti quattro chiese di cui due elevate a parrocchie. In occasione della visita pastorale del 1623 del vescovo di Boiano e Sepino Ottavio Garzadoro, il comune arrivò a contare fino a 9 chiese e 7 cappelle molte delle quali, anche a causa dei forti terremoti che colpirono la zona nei secoli, furono perdute.

### Cucina
In Molise, che è considerato una delle prime regioni europee per la crescita di tartufo bianco pregiato, il comune di Spinete è rinominato per essere una zona particolarmente florida di produzione e raccolta..
Piatti tipici di Spinete sono la polenta, l'impaniccia e le Taccuzzelle e fagioli.

## Amministrazione

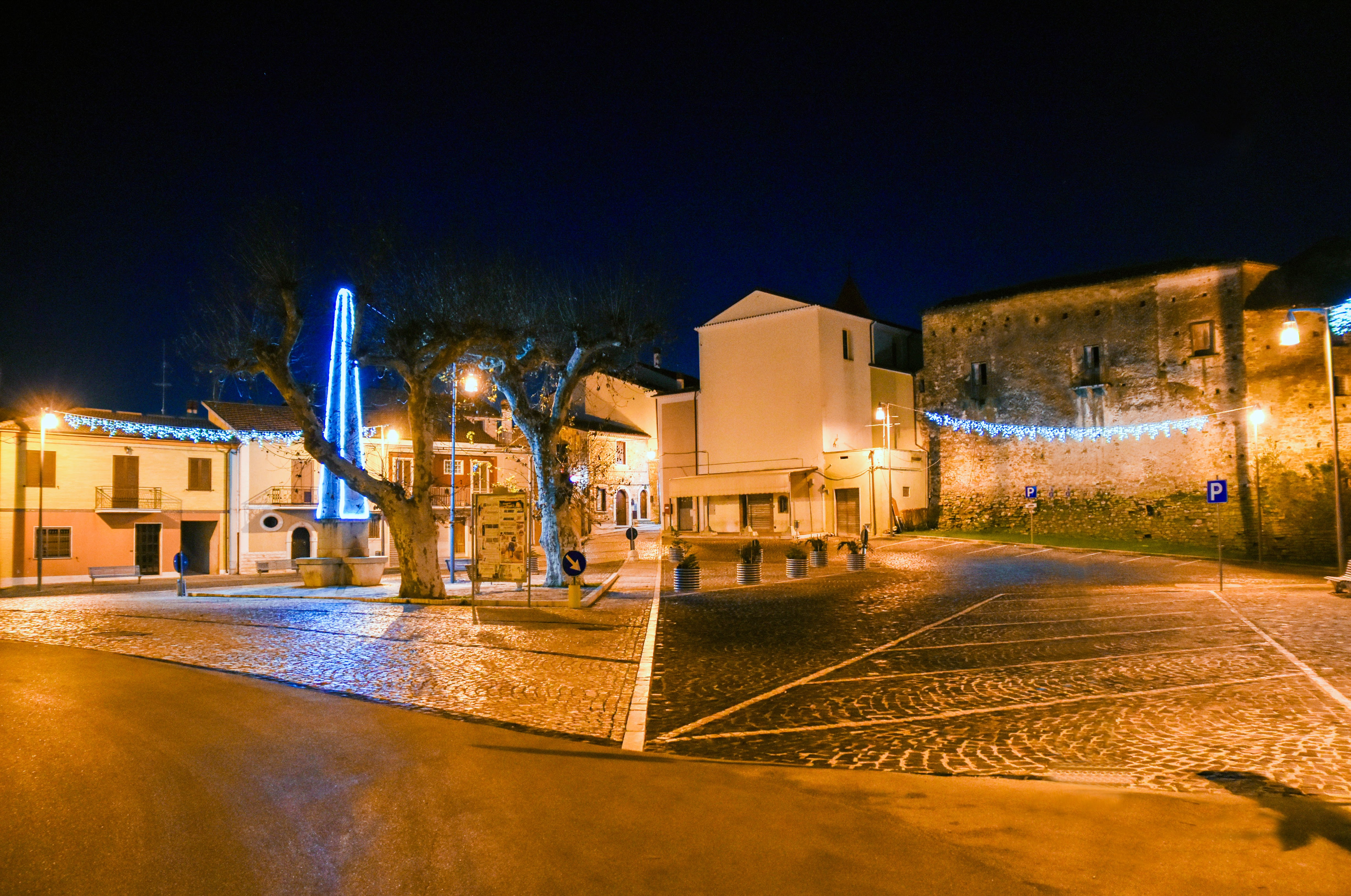
Largo Fontana di notte, con alcune decorazioni natalizie

Di seguito è presentata una tabella relativa alle amministrazioni che si sono succedute in questo comune.
| Periodo        | Periodo        | Primo cittadino      | Partito                   | Carica  | Note   |
| -------------- | -------------- | -------------------- | ------------------------- | ------- | ------ |
| 21 giugno 1985 | 9 giugno 1990  | Nicolino Caccavelli  | lista civica              | Sindaco | [ 30 ] |
| 9 giugno 1990  | 24 aprile 1995 | Nicolino Caccavelli  | Democrazia Cristiana      | Sindaco | [ 30 ] |
| 24 aprile 1995 | 14 giugno 1999 | Alberico Iannantuono | Partito Popolare Italiano | Sindaco | [ 30 ] |
| 14 giugno 1999 | 14 giugno 2004 | Alberico Iannantuono | lista civica              | Sindaco | [ 30 ] |
| 14 giugno 2004 | 8 giugno 2009  | Michele Calabrese    | lista civica              | Sindaco | [ 30 ] |
| 8 giugno 2009  | 26 maggio 2014 | Michele Calabrese    | lista civica              | Sindaco | [ 30 ] |
| 26 maggio 2014 | 27 maggio 2019 | Andrea Romano        | lista civica              | Sindaco | [ 30 ] |
| 27 maggio 2019 | 9 giugno 2024  | Michele Di Iorio     | lista civica              | Sindaco | [ 30 ] |
| 9 giugno 2024  | in carica      | Michele Di Iorio     | lista civica              | Sindaco | [ 30 ] |

### Patti d'amicizia
- Medicina[31]

## Sport

### Calcio
La principale squadra di calcio della città è l'A.S.D. Spinete 1985 che milita nel girone molisano di Promozione. I colori sociali sono il giallo ed il verde. È nata nel 1985.